# Micropteropus pusillus
Micropteropus pusillus es una especie de murciélago de la familia Pteropodidae. Vive en los bosques y en la sabana

## Distribución geográfica
Se encuentra en Angola, Benín, Burkina Faso, Burundi, Camerún, República Centroafricana, Chad,  República del Congo, República Democrática del Congo, Costa de Marfil, Guinea Ecuatorial, Etiopía, Gabón, Gambia, Ghana, Guinea, Guinea-Bissau, Kenia, Liberia, Malí, Nigeria, Nigeria, Ruanda, Senegal, Sierra Leona, Sudán, Tanzania, Togo, Uganda, y Zambia.